# Aleksandr Panfilov
Aleksandr Vasilyevich Panfilov (nascido em 11 de outubro de 1960) é um ex-ciclista soviético.
Competiu para a União Soviética nos Jogos Olímpicos de Verão de 1980, em Moscou, ganhando uma medalha de prata no contrarrelógio (1 000 m).